# Karl Jatho
Karl Jatho (Hannover, 3 de febrero de 1873 - ibíd., 8 de diciembre de 1933) fue un pionero alemán e inventor, artista y servidor público de la ciudad de Hanover.

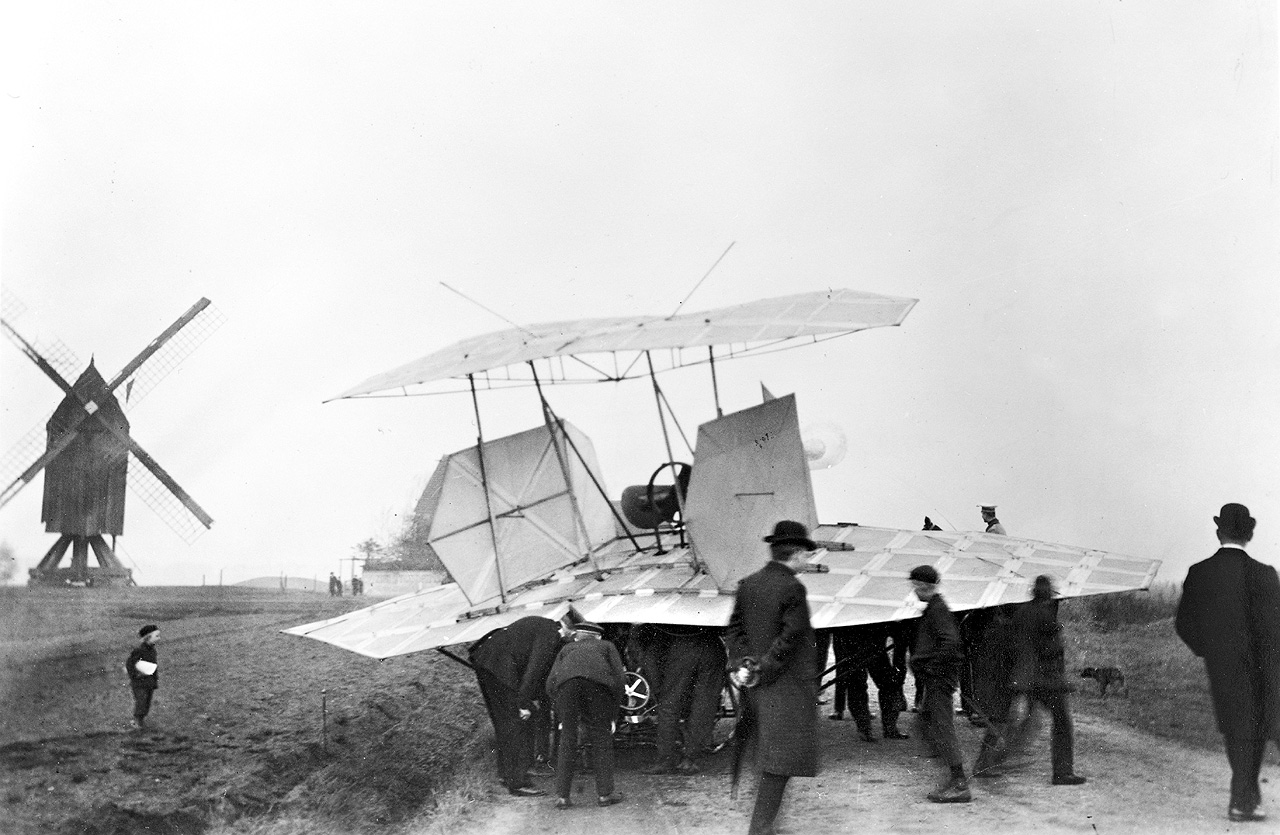
Foto del aparato

Entre agosto y noviembre de 1903, Karl Jatho probó su aereoplano cerca de Hannover, Alemania, en un primer momento el diseño tenía tres superficies de sustentación, que pronto se redujeron a dos. Se inspiró el diseño del ala de su avión en la semilla de la Zanonia, que era conocida por su capacidad de deslizarse de manera estable.
Jatho logró hacer varios saltos en el aire a una altura de 3 m y una distancia de 60 metros. Sin embargo, no estaba satisfecho con los resultados y trató de mejorar el vuelo, usó un motor de combustión interna con un cilindro de 10 CV Motor Buchet y una hélice de dos palas, el empuje fue insuficiente. Además, las alas de la máquina Jatho eran planas, al no tener la sección curva, la elevación era pequeña.
Este vuelo lo hizo 4 meses antes que los hermanos Wright